# Nassir Al-Nasser
Nassir Abdulaziz Al-Nasser (Doha, 15 settembre 1952) è un diplomatico qatariota.
Ha presieduto vari organi delle Nazioni Unite ed è stato Presidente dell'Assemblea Generale delle Nazioni Unite tra il 2011 e il 2012. Dal settembre 2012 è Alto Rappresentante dell'ONU per l'Alleanza delle civiltà.

## Biografia
Al-Nasser si laureò in giurisprudenza presso l'università araba di Beirut. Fa parte del servizio diplomatico qatariota dal novembre 1972. Il suo primo incarico fu presso l'ambasciata del Qatar in Libano, dove rimase fino al 1974. Nel 1975 lavorò per alcuni mesi presso l'ambasciata del Qatar in Pakistan e poi fu nominato consigliere generale dell'ambasciata del Qatar negli Emirati Arabi Uniti. Tra il 1981 e il 1985 lavorò presso il ministero degli esteri a Doha. Tra il 1986 e il 1993 Al-Nasser fu ministro plenipotenziario alla missione permanente del Qatar alle Nazioni Unite. Nel 1993 fu nominato ambasciatore del Qatar in Giordania.
Nel settembre 1998 Al-Nasser fu nominato rappresentante permanente del Qatar alle Nazioni Unite. Durante il suo mandato, è stato presidente del Gruppo dei 77 e della Cina alle Nazioni Unite, vicepresidente dell'Assemblea Generale dell'ONU tra il 2002 e il 2003, presidente del Consiglio di sicurezza nel dicembre 2006, presidente del comitato di alto livello per la cooperazione Sud-Sud tra il 2007 e il 2009 e presidente della commissione dell'Assemblea Generale per le questioni politiche speciali e per la decolonizzazione tra il 2009 e il 2010. Nel 2011 è stato eletto Presidente dell'Assemblea Generale per la 66ª sessione. Al termine del suo mandato da Presidente, nel settembre 2012 Al-Nasser è stato nominato Alto Rappresentante dell'ONU per l'Alleanza delle civiltà.

## Vita personale
Al-Nasser è sposato e ha un figlio.

## Riconoscimenti
- Laurea honoris causa in affari internazionali, università di Chongqing[3]
- Laurea honoris causa, Istituto di studi orientali dell'Accademia russa delle scienze[3]
- Laurea honoris causa in giurisprudenza, Fordham University[3]